# Лига чемпионов по трековому велоспорту UCI
Лига чемпионов по трековому велоспорту UCI (англ. UCI Track Champions League) — сезонное соревнование по трековому велоспорту, которое проводилось c 2021 по 2024 год. 

## История
В сентябре 2019 года на проходившем во время чемпионата мира по шоссейному велоспорт ежегодном конгрессе Международного союза велосипедистов (UCI) были отмечены удовлетворительные шаги по реформе трекового велоспорта и объявлено о создании нового и инновационного коммерческого соревнования ориентированного на телевидение для привлечения новой аудитории.
Через полгода, в марте 2020 года UCI и Discovery, Inc. анонсировали новое коммерческое соревнование под названием Мировая лига по трековому велоспорту UCI (англ. UCI Track Cycling World League) которое должно стать стать главным событием в трековом велоспорте наряду с чемпионатами мира и Кубком наций.
А в ноябре того же года было представлено его официальное название Лига чемпионов по трековому велоспорту UCI (англ. UCI Track Champions League) структур проведения, которая была разработана с учётом возможности показа по телевидению на основе соглашения между UCI и медиакомпанией Discovery. Всё телепроизводство и связанная с ним дистрибуция осуществлялись дочерними компаниями Discovery — Global Cycling Network (GCN) и Eurosport. Первоначальный срок контракта составлял восемь лет. В качестве официальных послов выступили олимпийские чемпионы и чемпионы мира по трековому велоспорту британец Крис Хой и немка Кристина Фогель.
Формат турнира предусматривал проведение с конца октября по начало декабря по выходным в разных городах пяти однодневных этапов в сжатом формате общей продолжительностью около двух часов каждый. В дебютном сезоне планировалось шесть этапов, но из-за продолжавшейся пандемии COVID-19 два этапа были отменены.
Соревнования среди мужчин и женщин полностью идентичны. Они включали два зачёта каждый состоящий из двух самых скоротечных дисциплин:
- спринт (англ. Sprint) — Спринт (велоспорт) и кейрин
- выносливость (англ. Endurance) — скретч и гонка на выбывание

Общее количество участников 72, по 18 в каждом зачёте. Участие одновременно в двух зачёта не предусматривалось. Гонщики выступали в майках выполненных в цветах флагов своих стран, за исключением действующих чемпионов мира, которые выступали в радужной майки. Изначально автоматические приглашения получали лучшие гонщики предыдущего чемпионата мира — по шесть в дисциплинах спринт и кейрин; и по три в дисциплинах гонка на выбывание, омниум, скретч и гонка по очкам. Оставшиеся места распределялись путём предоставления уайлд-кард. В 2024 году критерии были расширены и включали результаты Олимпийских игр, Кубка наций и континентальных чемпионатов.
В марте 2025 года, после четырёх лет проведения, UCI и Discovery объявили о прекращении Лиги чемпионов и о возрождению с 2026 года в новой концепции Кубка мира взамен проводившегося Кубка наций.
По три победы удалось одержать нидерландцу Харри Лаврейсену в мужским спринте и британке Кэти Арчибальд в женском темпе, у обоих также ещё в активе по одному второму месту. Канадец Дилан Бибич первенстовал дважды в мужском темпе. Все трое стали помимо этого стали последними победителями в своих видах. В женском спринте каждый год был новый победитель, последней стала россиянка Алина Лысенко.

## Регламент

Лидерская майка

На каждом этапе соревнования проходили в двух зачётах включавших по две гонки каждый. Их регламент был следующим:
Спринтерский зачёт
- Спринт — состоял из трёх раундов. Первый раунд и полуфинал включали соответственно по шесть и три заезда соответственно. В каждом заезде соревновалось три гонщика победитель которого выходил в следующий раунд. В финале участвовало два гонщика
- Кейрин —  состоял из двух раундов. Первый раунд включал три заезда по шесть гонщиков в каждом, по два лучших из которых выходили в финал. В финале участвовало шесть гонщиков.

Темповый зачёт
- Гонка на выбывание — один раунд, участвуют все 18 гонщиков. На каждом втором круге последний гонщик, пересёкший финишную черту выбывал из гонки.
- Скретч — один раунд, участвуют все 18 гонщиков. Протяжённость дистанции 5 км (20 кругов по 250 м) чтобы обеспечить с самого старта динамичность. Победителем становился гонщик пересёкший финишную черту.

По итогам каждого гонки первые 15 гонщиков получали очки.
| Место | 1  | 2  | 3  | 4  | 5  | 6  | 7 | 8 | 9 | 10 | 11 | 12 | 13 | 14 | 15 | 16-18 |
| ----- | -- | -- | -- | -- | -- | -- | - | - | - | -- | -- | -- | -- | -- | -- | ----- |
| Очки  | 20 | 17 | 15 | 13 | 11 | 10 | 9 | 8 | 7 | 6  | 5  | 4  | 3  | 2  | 1  | 0     |

Победитель по итогам турнира в каждом зачёте определялся по сумме всех набранных очков. Таким образов максимальное количество набранных очков составляло 200. В случае равенства очков учитывался результат последней гонки — кто выше, тот и победитель. Текущий лидер в каждом зачёте выступал в светло-голубой лидерской майке.
Помимо очков в рейтинг UCI, на турнире разыгрывался призовой фонд в размере 500000 евро, включая 25000 евро для каждого из четырёх победителей турнира.

## Места проведения
В общей сложности было проведено 19 этапов которые прошли исключительно в Европе в шести разных городах. Британский Лондон каждых год принимал по два этапа. Ещё дважды за год провести этапы удалось нидерландскому Апелдорну. Израильский Тель-Авив не смог провести этап из-за пандемии COVID-19.
| Город                | Кол-во | Велотрек                               | Года                                   |
| -------------------- | ------ | -------------------------------------- | -------------------------------------- |
| Лондон               | 8      | Lee Valley VeloPark                    | 2021 (2), 2022 (2), 2023 (2), 2024 (2) |
| Сен-Кантен-ан-Ивелин | 3      | Vélodrome de Saint-Quentin-en-Yvelines | 2021, 2022, 2023, 2024                 |
| Пальма-де-Майорка    | 3      | Velódromo Islas Baleares               | 2021, 2022, 2023                       |
| Апелдорн             | 2      | Omnisport Apeldoorn                    | 2024 (2)                               |
| Берлин               | 2      | Velodrom                               | 2022, 2023                             |
| Паневежис            | 1      | Cido Arena                             | 2021                                   |
| Тель-Авив            | —      | Sylvan Adams National Velodrome        | 2021                                   |

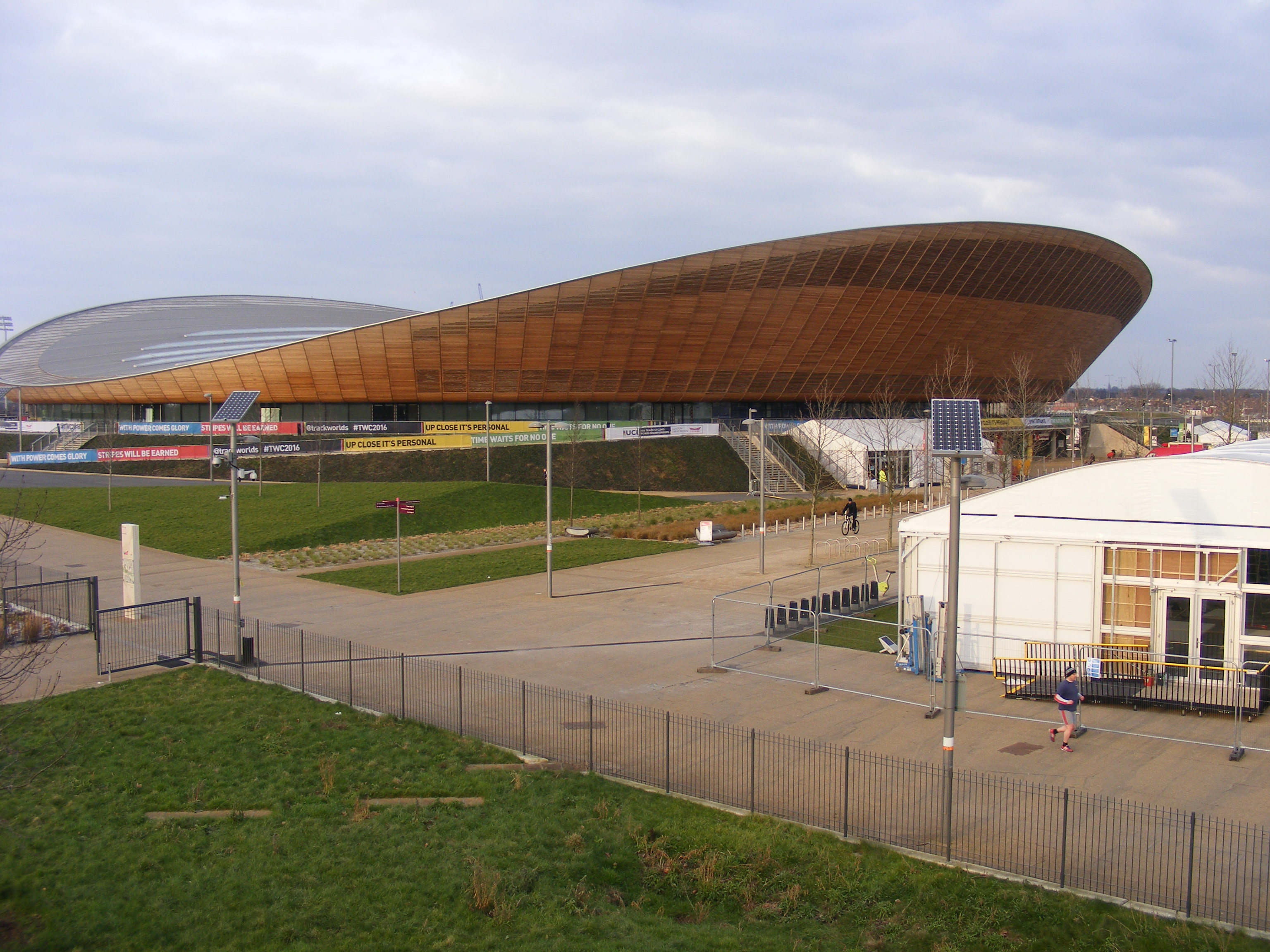
Lee Valley VeloPark
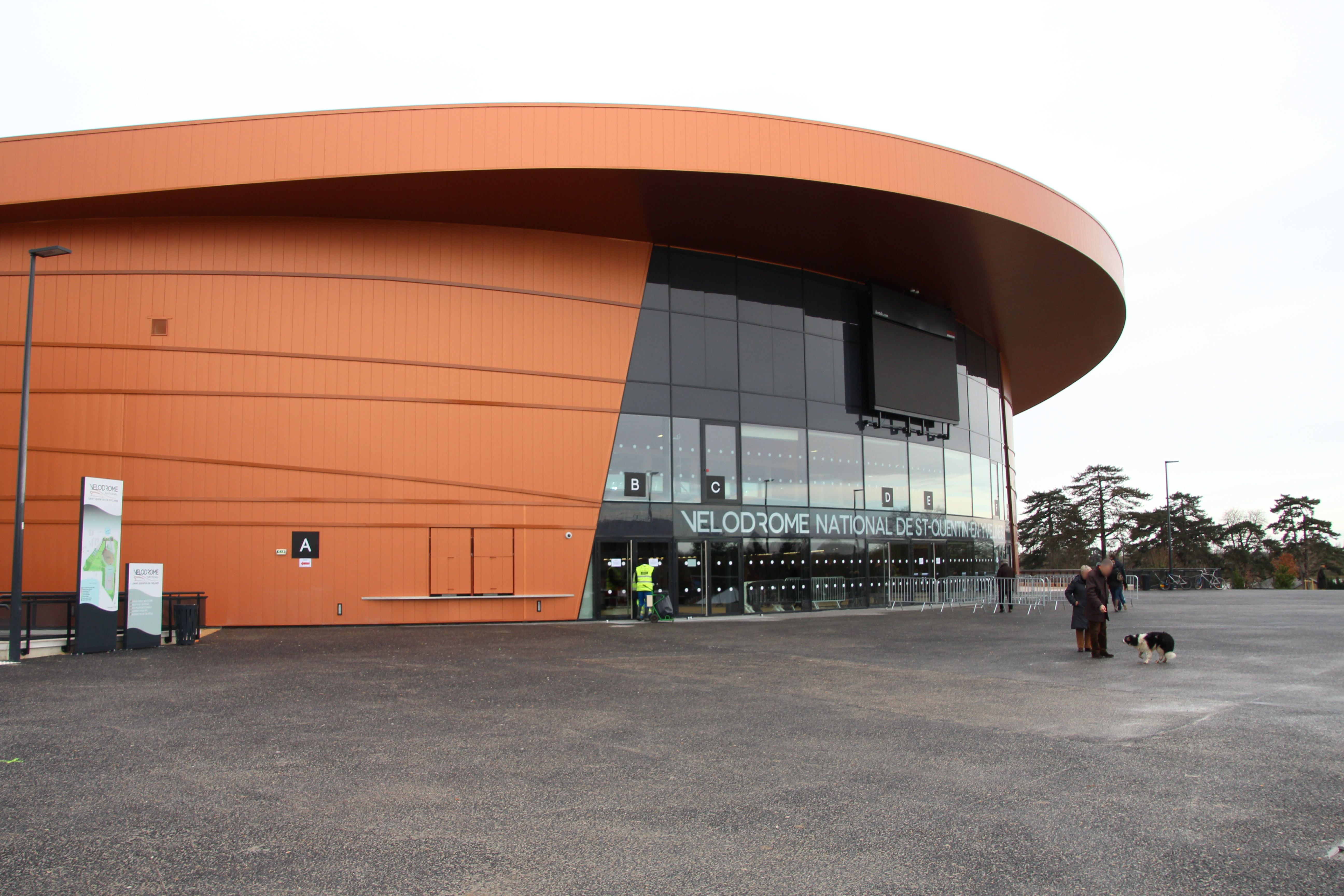
Vélodrome de Saint-Quentin-en-Yvelines
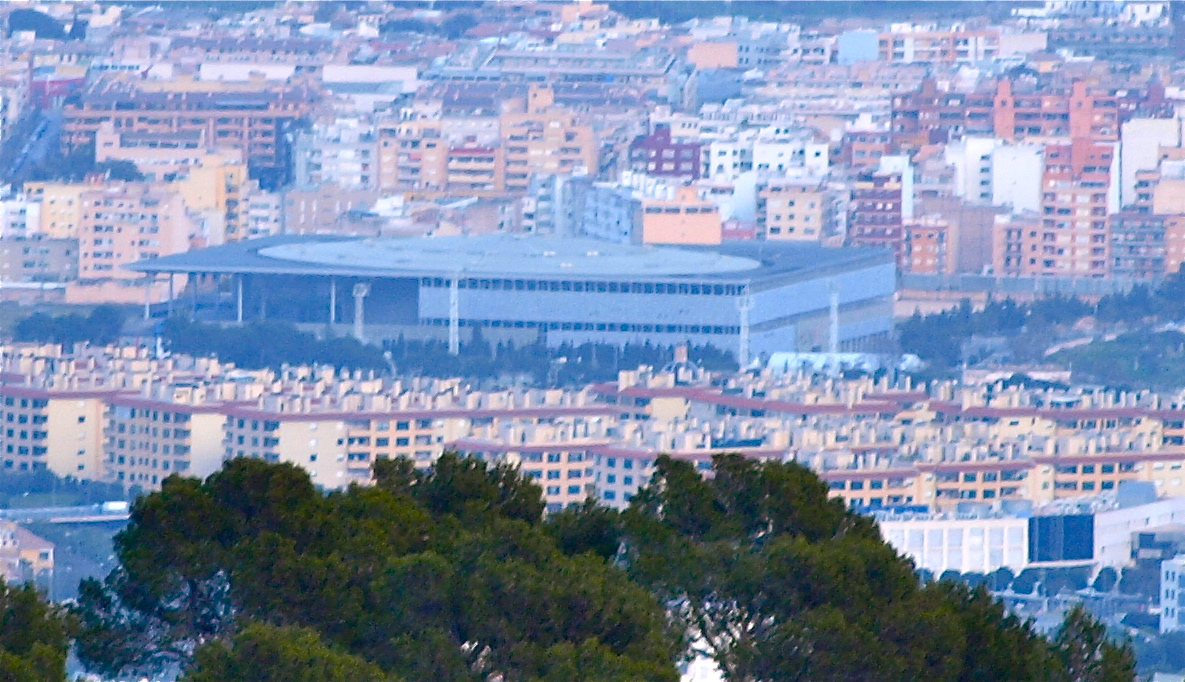
Velódromo Islas Baleares
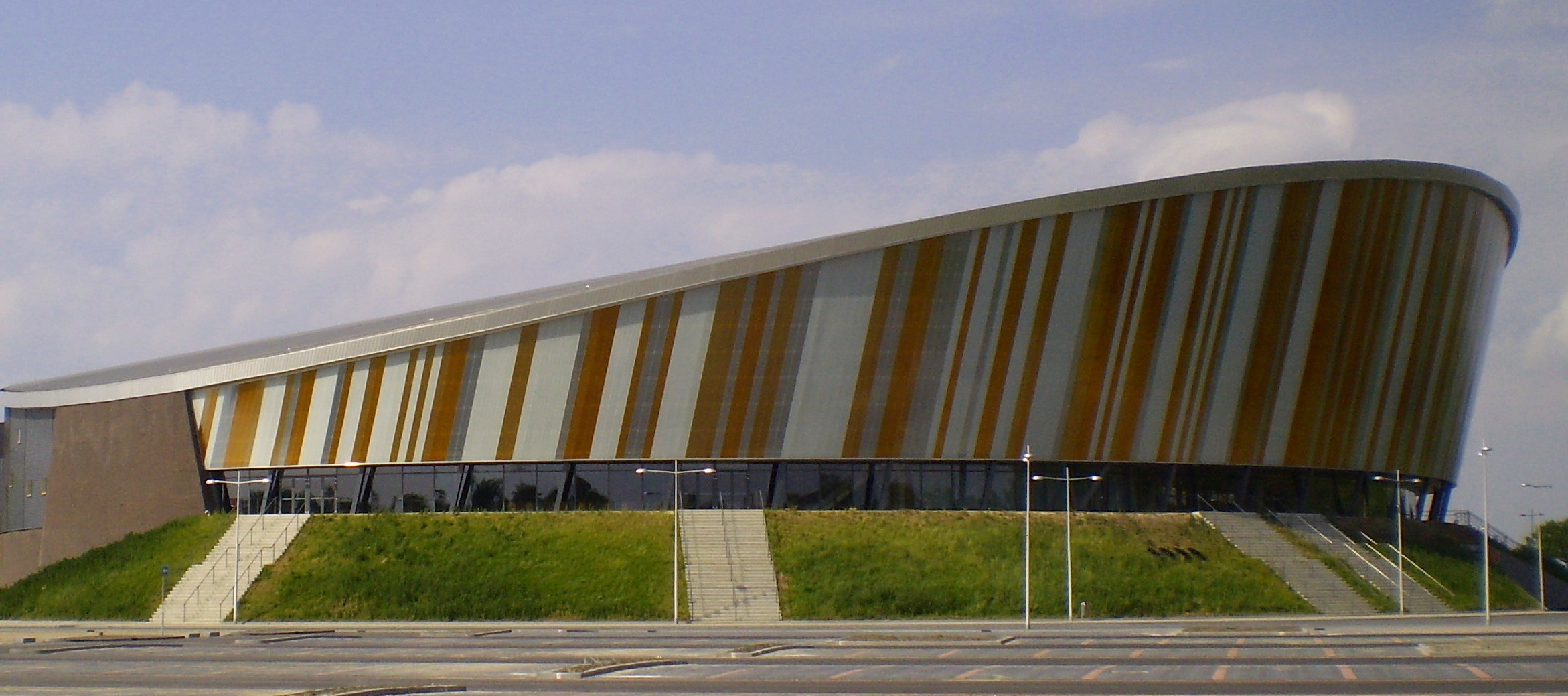
Omnisport Apeldoorn
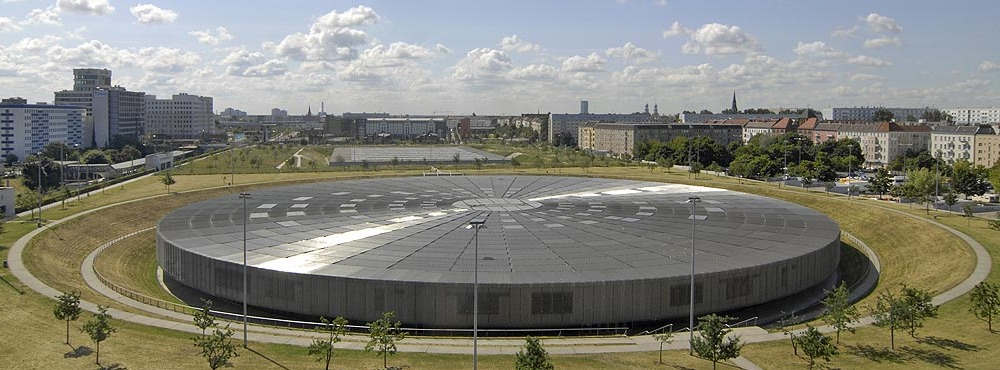
Velodrom
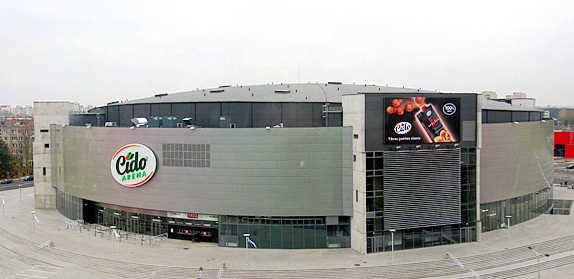
ido Arena

## Призёры

### Мужчины. Спринт

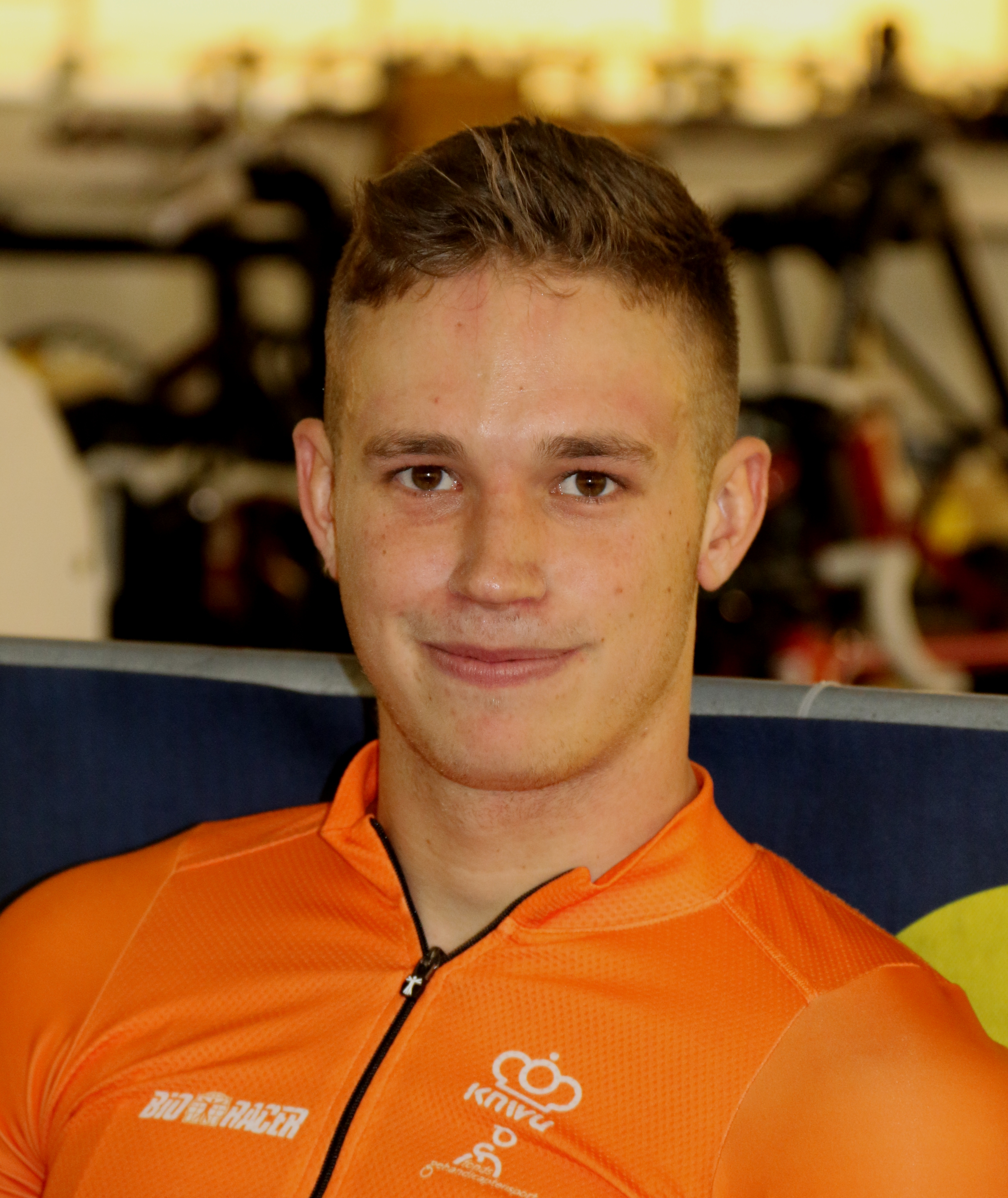
Харри Лаврейсен
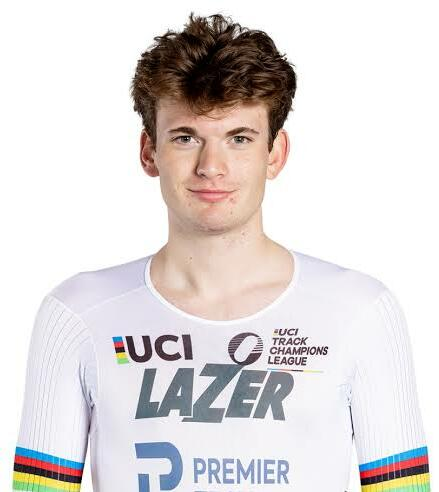
Дилан Бибич

| Год  | Победитель       | Второй           | Третий          |
| ---- | ---------------- | ---------------- | --------------- |
| 2021 | Харри Лаврейсен  | Штефан Бёттихер  | Михаил Яковлев  |
| 2022 | Мэттью Ричардсон | Харри Лаврейсен  | Штефан Бёттихер |
| 2023 | Харри Лаврейсен  | Мэттью Ричардсон | Матеуш Рудик    |
| 2024 | Харри Лаврейсен  | Мэттью Ричардсон | Кристиан Ортега |

### Мужчины. Темп
| Год  | Победитель    | Второй              | Третий            |
| ---- | ------------- | ------------------- | ----------------- |
| 2021 | Гэвин Гувер   | Себастьян Мора      | Корбин Стронг     |
| 2022 | Клаудио Имхоф | Себастьян Мора      | Марк Стюарт       |
| 2023 | Дилан Бибич   | Уильям Тидбол       | Жюль Хестерс      |
| 2024 | Дилан Бибич   | Тобиас Огорд Хансен | Линдсей Де Вилдер |

### Женщины. Спринт

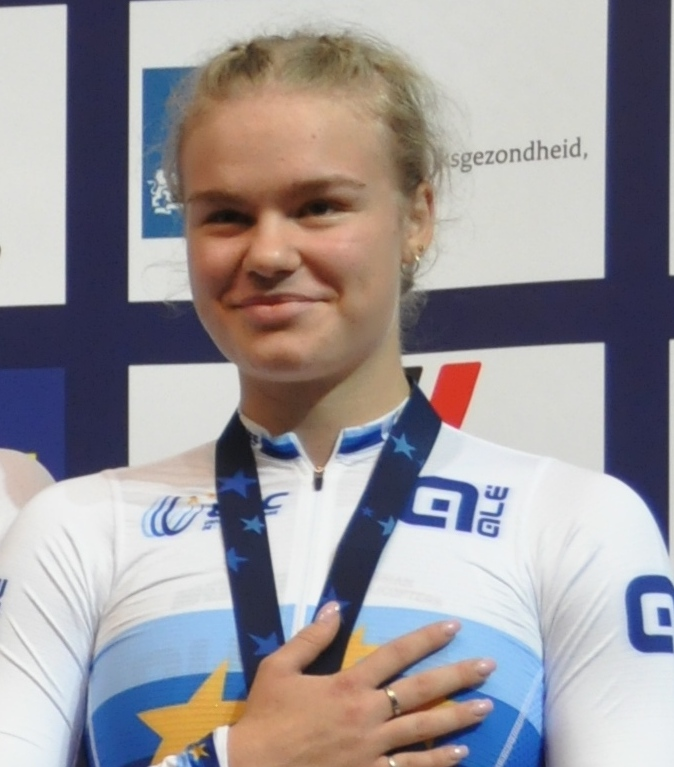
Алина Лысенко
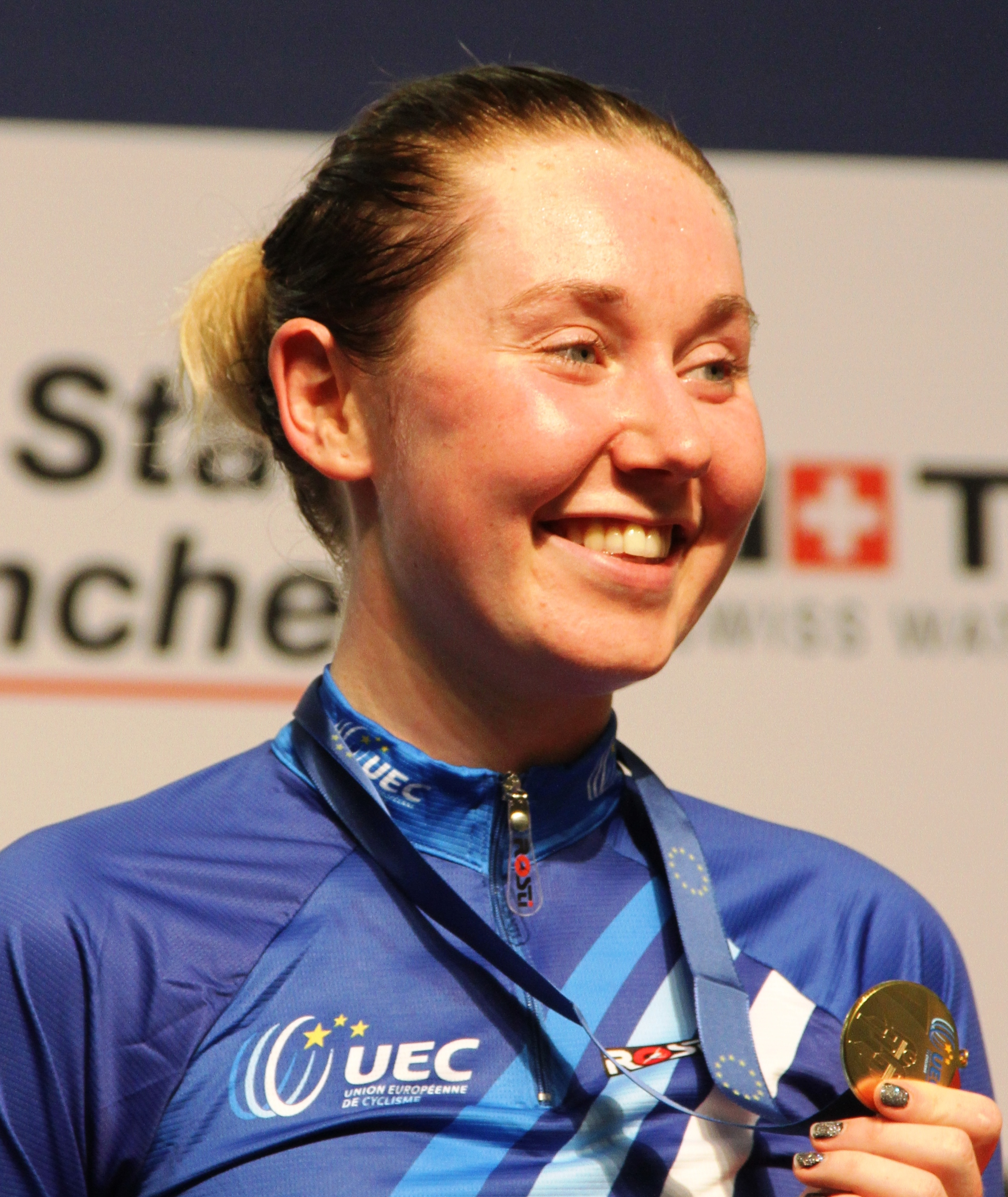
Кэти Арчибальд

| Год  | Победитель    | Второй                   | Третий              |
| ---- | ------------- | ------------------------ | ------------------- |
| 2021 | Эмма Хинце    | Леа Фридрих              | Келси Митчелл       |
| 2022 | Матильда Гро  | Келси Митчелл            | Шеннон Браспеннинкс |
| 2023 | Эллесс Эндрюс | Алесса-Катриона Прёпстер | Марта Байона        |
| 2024 | Алина Лысенко | Эмма Финукейн            | Марта Байона        |

### Женщины. Темп
| Год  | Победитель        | Второй               | Третий             |
| ---- | ----------------- | -------------------- | ------------------ |
| 2021 | Кэти Арчибальд    | Кирстен Вилд         | Аннетт Эдмондсон   |
| 2022 | Дженнифер Валенте | Кэти Арчибальд       | Мэгги Коулз-Листер |
| 2023 | Кэти Арчибальд    | Анита Ивонн Стенберг | Лили Уильямс       |
| 2024 | Кэти Арчибальд    | Анита Ивонн Стенберг | Лара Гиллеспи      |